# Hwana jezik
Hwana jezik (fiterya, hona, hwona; ISO 639-3: hwo), čadski jezik skupine Biu-Mandara, kojim govori 32 000 ljudi (1992) u nigerijskoj državi Adamawa.
Članovi etničke grupe dijele se na Hwana Guyaku, Hwana Tawa, Ngithambara i Hwana Barni. Sami sebe nazivaju Fiterya, a svoj jezik zovu tuftera. U upotrebi su i fulfulde [fuv], hausa [hau], huba [hbb] ili ga’anda [gqa].

## Vanjske poveznice
- Ethnologue (14th)
- Ethnologue (15th)